# The Crow 3: Salvation
Pour les articles homonymes, voir The Crow.
Série The Crow
The Crow : La Cité des anges
(1996) The Crow: Wicked Prayer
(2005)
Pour plus de détails, voir Fiche technique et Distribution.
The Crow 3: Salvation (The Crow: Salvation) est un film fantastique américano-allemand réalisé par Bharat Nalluri et sorti en 2000. C'est le 3e film de la saga débutée avec The Crow (1994) et adaptée de la série de comics du même nom de James O'Barr. Le film sort principalement sur le marché de la vidéo.
Ce troisième opus n'a aucun lien direct avec les précédents. En effet, le personnage de Sarah, une jeune fille morte dans le deuxième opus, est ici vivante et adulte.

## Synopsis
Bien qu'il ait toujours clamé son innocence, Alex Corvis est injustement condamné à mort pour le meurtre de sa petite amie Lauren Randall, violée et tuée de plusieurs coups de couteau. Le soir de ses 21 ans, juste avant son exécution sur la chaise électrique, Alex croit reconnaître le véritable assassin, un homme portant des cicatrices au bras. Au cours de l'électrocution, le masque de cuir et de métal fond, imprimant sur le visage sans vie une cicatrice évoquant une tête de corbeau. Ramené d'entre les morts par l'oiseau noir, Alex entreprend, dans un monde de cauchemars, de vices et de corruption contrôlé par la police, d'obtenir justice.
Pendant son enquête, Alex parvient à convaincre Erin, la jeune sœur de Lauren, qu'il n'est pas le responsable de sa mort ; elle décide de l'aider à découvrir l'identité du véritable meurtrier. Le père d'Erin, qui est une personnalité très importante dans la ville, semblerait impliqué involontairement dans la mort de sa sœur, il sera assassiné à son tour, et le meurtrier le fera passer pour un suicide. La situation s'aggrave lorsque le véritable meurtrier apprend qu'Alex est toujours en vie. Il semble connaître le moyen qu'Alex a utilisé pour revenir d'entre les morts et il connait aussi le moyen de faire en sorte qu'Alex ne soit plus une menace, en tuant la source qui l'a ramené à la vie ou en lui faisant croire que sa mission était enfin achevée.
Pensant qu'il avait enfin arrêté le coupable du meurtre de sa petite amie en retrouvant un bras couvert de cicatrice dans un massacre, Alex décide de se laisser mourir dans la rue, mais lorsqu'il revient dans le cabinet de son avocat pour lui annoncer la nouvelle, il retrouve celui-ci battu à mort et Erin enlevée. Alex comprend alors que le bras couvert de cicatrices n'appartenait pas à celui qu'il recherchait et qu'il ne s'agissait que d'une ruse. Refusant qu'Erin subisse le même sort que sa sœur, Alex repart à la chasse.
Juste avant de mourir, son avocat et regretté ami a pu montrer l'assassin à l'aide d'une pièce d'échec ; il s'agit du chef de la police. Ce dernier connaissant la magie occulte, il sait comment arrêter Alex ; si le corbeau meurt, Alex disparaitra. Ceci amène à un affrontement final entre Alex et le chef de la police, durant lequel le jeune homme a très vite le dessus et emmène le corps du chef de la police dans le meilleur endroit qui soit pour subir sa punition : la chaise électrique sur laquelle Alex a perdu la vie. Lauren vengée et l'âme d'Alex en paix, ce dernier se rend sur la tombe de feu sa bien-aimée avec Erin.

## Fiche technique
Sauf indication contraire, les informations mentionnées dans cette section peuvent être confirmées par la base de données cinématographiques IMDb,  présente dans la section « Liens externes ».
- Titre original : The Crow: Salvation
- Titre français : The Crow 3 : Salvation
- Réalisation : Bharat Nalluri
- Scénario : Chip Johannessen, d'après l’œuvre de James O'Barr
- Décors : Maia Javan
- Costumes : Chris Aysta
- Photographie : Carolyn Chen
- Montage : Luis Colina et Howard E. Smith
- Musique : Marco Beltrami
- Production : Alessandro Camon, Jeff Most, Edward R. Pressman

Producteurs délégués : Moritz Borman, Chris Sievernich, Bob Weinstein, Harvey Weinstein
- Sociétés de production : Edward R. Pressman Film, Fallen Bird Productions Inc., IMF Internationale Medien und Film GmbH & Co. Produktions KG, Jeff Most Productions et Pacifica Film Distribution
- Sociétés de distribution : Dimension Films (États-Unis), SND (France)
- Budget : 10 millions de dollars
- Pays de production :  États-Unis,  Allemagne
- Langue originale : anglais
- Format : couleur - 1.85:1 - 35 mm - son Dolby Digital
- Genre : fantastique, drame
- Durée : 102 minutes
- Dates de sortie[1] : 
  - États-Unis : 23 janvier 2000 (DTV)
  - États-Unis : 14 juin 2000
  - Belgique, France : 28 juin 2000
- Classification[2] :
  - États-Unis : R - Restricted
  - France : interdit aux moins de 12 ans

## Distribution
- Kirsten Dunst (V. F. : Nathalie Bienaimé[3],[4]) : Erin Randall
- Eric Mabius (V. F. : Alexandre Gillet) : Alex Corvis / The Crow
- Fred Ward (V. F. : Jean Barney) : le capitaine des forces de Police
- William Atherton (V. F. : Jean-Yves Chatelais) : Nathan Randall
- Grant Shaud :	Peter Walsh
- Debbie Fan (V. F. : Françoise Cadol) : Barbara Chen
- David Jean Thomas (V. F. : Saïd Amadis) : Brad Mercer
- David Stevens (V. F. : Emmanuel Karsen) : Tommy Leonard
- Dale Midkiff (V. F. : Boris Rehlinger) : Vincent Erlich
- Bill Mondy (V. F. : David Kruger) : Phillip Dutton
- Bruce McCarthy (V. F. : Gérard Darier) : Madden
- Tim DeKay : Martin Toomey
- Jodi Lyn O'Keefe : Lauren Randall
- Kylee Cochran	: Tracy
- Robby Robinson (V. F. : Robert Liensol) : le ministre
- Joey Miyashima (V. F. : Guillaume Orsat) : le garde au poste de radio
- Don Shanks (V. F. : Antoine Tomé) : le garde n°1
- Walton Goggins : Stan Roberts

## Production

### Genèse et développement
Rob Zombie a été un temps pressenti pour écrire et réaliser le film ainsi que pour superviser la musique. Il sera finalement renvoyé par les producteurs en raison de différends artistiques. Sa chanson Living Dead Girl sera cependant utilisée dans le film. Le poste de réalisateur sera proposé à Álex de la Iglesia, qui le refusera.

### Tournage
Le tournage a eu lieu à Salt Lake City.

## Bande originale

### Original Motion Picture Score
Liste des titres
1. The Crow: Salvation Main Title - 2:07
2. Evidence Room - 2:21
3. Alex Visits Lauren's Grave - 2:55
4. Houdini - 1:59
5. GD Picasso - 2:15
6. Industrial Strength Creeps - 0:36
7. Make Me Like You - 3:18
8. Officer Down - 2:29
9. Investigation Key Club - 4:05
10. Slo-Mo Walking - 1:01
11. Alex Corvis' Execution - 4:05
12. Your Daddy Owns D.E.R.T. - 2:08
13. Alex Visits Thomas - 2:30
14. Majorly Demented - 4:54
15. The Crow Croaks - 2:10
16. More Slo-Mo Walking - 1:07
17. Chasing Sis - 3:02
18. Captain Gets a Shock - 2:36
19. Love Therme-Ending - 2:37
20. Meet Again - 5:59

### Original Motion Picture Soundtrack
1. The Best Things (Exclusive Radio Mix) - Filter
2. Living Dead Girl (Naked Exorcism Remix) - Rob Zombie
3. Bad Brother - The Infidels feat. Juliette Lewis
4. Warm Winter - Kid Rock
5. It's All Over Now, Baby Blue - Hole (reprise de Bob Dylan)
6. What You Want - The Flys
7. Big God - Monster Magnet
8. Painful - Sin
9. Antihistamine (Forgotten By the World Remix) - Tricky
10. Independent Slaves - Days of the New
11. Everything Sucks (Again) - Pitchshifter
12. Waking Up Beside You (Remix) - Stabbing Westward
13. Now is the Time (The Crystal Method Millennium Remix) - The Crystal Method feat. The Prodigy
14. Burning Inside - Static-X feat. Burton C. Bell (reprise de Ministry)
15. Rusted Wings - New American Shame
16. Underbelly of the Beast - Danzig

## Sortie
Pour tester le film, le distributeur américain Miramax diffuse le film dans une seule salle de Spokane. Miramax envisage alors une sortie directement en vidéo à la suite d'un accueil mitigé. Certains sites Internet de fans de The Crow appelleront au boycott de certains films de Miramax pour l'inciter à sortir le film dans des salles du reste du pays. Cela n'empêchera finalement pas le film de ne sortir qu'en vidéo par la suite. Toutefois, en Europe, le film aura une large diffusion au cinéma en Europe. Il sortira ainsi en salles en France et en Belgique, le 28 juin 2000.